# Billy Idol
Billy Idol, właśc. William Michael Albert Broad (ur. 30 listopada 1955 w Stanmore, Middlesex) – brytyjski muzyk, wokalista, autor tekstów piosenek i aktor.

## Życiorys

### Wczesne lata
Urodził się w angielskiej miejscowości Stanmore, w Middlesex jako William Michael Albert Broad. Jego ojciec William Alfred Broad (1924–2014) pracował jako sprzedawca sprzętu medycznego. Jego matka Joanna O’Sullivan (ur. 1928) miała pochodzenie irlandzkie. Jego dziadkami ze strony ojca byli Albert Broad i Naomi Heslop, a dziadkiem ze strony matki był Michael O’Sullivan. Jego rodzice byli pobożnymi anglikanami i regularnie chodzili do kościoła. W 1958, kiedy miał trzy lata wraz z rodziną przeprowadził się do Stanów Zjednoczonych, gdzie urodziła się jego siostra Jane. W 1962, w wieku siedmiu lat powrócił do Anglii i mieszkał w Dorking. W 1971 uczęszczał do Ravensbourne School for Boys w Bromley, a także uczył się w Worthing High School for Boys in Worthing w West Sussex w Worthing. W październiku 1975 podjął studia na University of Sussex, lecz po roku porzucił naukę.

### Kariera
Dołączył do Bromley Contingent – grupy londyńskich fanów punk rocka, towarzyszących grupie Sex Pistols. Podczas tego okresu zdecydował, że zostanie muzykiem i latem 1976, po krótkim pobycie w grupie Chelsea, stworzył zespół o nazwie Generation X.
Generation X z pomocą wytwórni Chrysalis Records wydał trzy udane albumy. Po rozpadzie zespołu Idol rozpoczął działalność solową, współpracując z gitarzystą Steve’em Stevensem, a jego utwory „White Wedding” oraz „Dancing with Myself” zdobyły szybko uznanie MTV. To wystarczyło, by rok później zadebiutować solowym albumem Billy Idol. Krążek w Stanach pokrył się złotem. Znalazły się na nim takie hity, jak: „White Wedding”, „Hot in the City” i „Dancing with Myself”. Jego drugi longplay Rebel Yell (1983) z przebojami „Rebel Yell” i „Eyes without a Face” (ponad dwa miliony sprzedanych płyt w USA), został wielkim hitem i sprawił, że Idol osiągnął status gwiazdy w Stanach Zjednoczonych.
Idol nie wydał nowego albumu przed 1986; Whiplash Smile sprzedał się świetnie. Bezpośrednio przed wydaniem albumu Charmed Life w 1990, Idol miał wypadek na motocyklu, w którym prawie stracił nogę. Album sprzedał się nadzwyczaj dobrze, ale Idol zdecydował, że zrobi sobie przerwę. Po wydaniu w 1993 chłodno przyjętego w Stanach Zjednoczonych albumu Cyberpunk, Idol znalazł się poza zainteresowaniem mediów i wpadł w nałóg narkotykowy, prawie umierając z przedawkowania w 1994.
Był kandydatem do głównej roli w biograficznym filmie Olivera Stone’a The Doors (1991), jednak z powodu wypadku motocyklowego musiał odrzucić propozycję. Niemniej wystąpił w niewielkiej roli Cata, pijanego przyjaciela Morrisona (Val Kilmer). Ten sam wypadek spowodował też, że nie zagrał cybernetycznego głównego antagonisty, T-1000, w filmie Terminator 2: Dzień sądu (Terminator 2: Judgment Day, 1991) – został zastąpiony przez Roberta Patricka.
W komedii sensacyjnej Larry’ego Bishopa Czas wściekłych psów (Mad Dog Time, 1996) z Ellen Barkin, Gabrielem Byrne i Jeffem Goldblumem pojawił się jako Lee Turner. Wystąpił też w komedii romantycznej Franka Coraci Od wesela do wesela (The Wedding Singer, 1998) u boku Adama Sandlera i Drew Barrymore. W filmie animowanym Heavy Metal 2000 (2000) użyczył głosu Odinowi, a w serialu Randy Cunningham: Nastoletni ninja (2013) zajął się dubbingiem jako Spikey Hair Bot.
W 2001 wydał album z największymi hitami Greatest Hits CD.

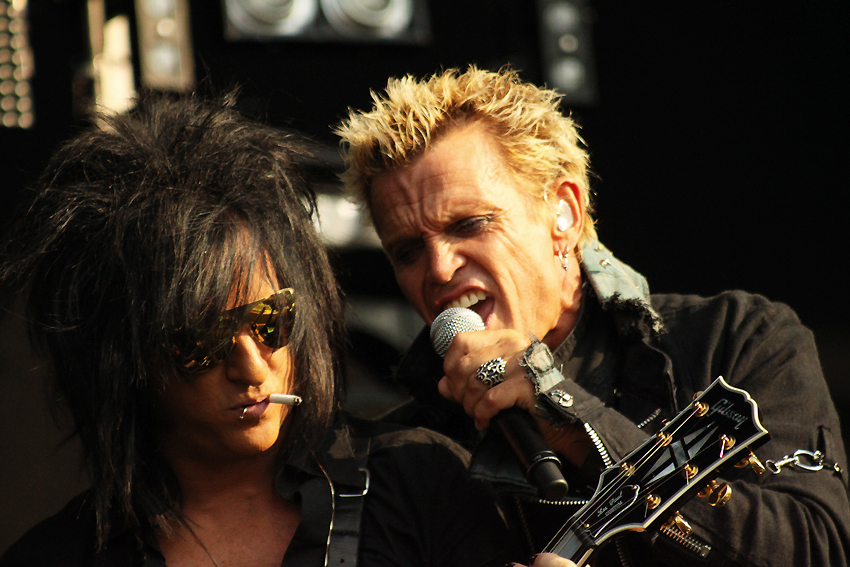
Steve Stevens i Billy Idol, 2010

W 2002 wystąpił na australijskim finale rugby, jednak problem z zasilaniem sprawił, że nikt go nie usłyszał.
W 2005 powrócił na scenę muzyczną albumem Devil’s Playground, który był jego pierwszym nowym materiałem od prawie 12 lat.
Trzy lata później, w 2008 wydana została kompilacja największych przebojów Idolize Yourself. W październiku 2014 wydał album Kings & Queens of the Underground.
21 października 2014 powrócił z nową rockową płytą Kings & Queens of the Underground, którą nagrał wraz ze swoim stałym współpracownikiem, gitarzystą Steve’em Stevensem. Krążek wyprodukowali Greg Kurstin i Trevor Horn. Na płycie znalazły się takie utwory jak „Postcard from the Past”, „Can’t Break Me Down” czy „Whiskey and Pills”, a także klasyczne ballady – „Bitter Pill”, „One Breath Away” i „Love and Glory”.
21 lipca 2018 wystąpił podczas 12. edycji Festiwalu Legend Rocka.
Jego hit „White Wedding” został użyty w grze Grand Theft Auto: San Andreas, można go było słyszeć na stacji radiowej K-DST.
6 stycznia 2023 otrzymał własną gwiazdę w Alei Gwiazd w Los Angeles znajdującą się przy 6212 Hollywood Boulevard.

## Życie prywatne
W latach 1980–1989 był związany z Perri Lister, z którą ma syna Willema Wolfe (ur. 15 czerwca 1988). Ze związku młodszą o 13 lat Lindą Mathis ma córkę Bonnie Blue (ur. 21 sierpnia 1989).

## Publikacje
- Billy Idol: Dancing with Myself. Touchstone, 2015. ISBN 978-1-4516-2851-7.

## Dyskografia

### Albumy solowe
| Billy Idol                              | - Data: 16 lipca 1982 - Wydawca: Chrysalis Records        | 45 | –  | –  | –  | –  | - USA: złota płyta - CAN: platynowa płyta                                                                |
| Rebel Yell                              | - Data: 10 listopada 1983 - Wydawca: Chrysalis Records    | 6  | 36 | –  | 2  | 16 | - UK: srebrna płyta - USA: 2x platynowa płyta - CAN: 5x platynowa płyta - GER: złota płyta               |
| Whiplash Smile                          | - Data: 15 października 1986 - Wydawca: Chrysalis Records | 6  | 8  | –  | 9  | –  | - UK: złota płyta - USA: platynowa płyta - CAN: 3x platynowa płyta - FIN: złota płyta - GER: złota płyta |
| Charmed Life                            | - Data: maj 1990 - Wydawca: Chrysalis Records             | 11 | 15 | 11 | 5  | 4  | - UK: złota płyta - USA: platynowa płyta - GER: złota płyta                                              |
| Cyberpunk                               | - Data: 29 czerwca 1993 - Wydawca: Chrysalis Records      | 48 | 20 | 12 | 13 | 15 | |
| Devil’s Playground                      | - Data: 22 marca 2005 - Wydawca: Sanctuary Records        | 46 | 78 | –  | 15 | 32 | |
| Kings & Queens of the Underground       | - Data: 21 października 2014 - Wydawca: BFI Records       | 34 | 35 | –  | 8  | 10 | |
| „–” oznacza, że album nie był notowany. |                                                           |    |    |    |    |    | |

### Kompilacje
| Vital Idol                                    | - Data: czerwiec 1985 - Wydawca: Chrysalis Records | –  | 7   | –  | 8  | 24 | - UK: platynowa płyta                                                              |
| Vital Idol                                    | - Data: wrzesień 1987 - Wydawca: Chrysalis Records | 10 | 41  | –  | –  | –  | - CAN: 4x platynowa płyta - USA: platynowa płyta - GER: złota płyta                |
| Idol Songs: 11 of the Best                    | - Data: 1988 - Wydawca: Chrysalis Records          | –  | 2   | 11 | 14 | 6  | - UK: platynowa płyta - FIN: platynowa płyta - CHE: złota płyta - AUT: złota płyta |
| Greatest Hits                                 | - Data: 27 marca 2001 - Wydawca: Capitol Records   | 74 | 171 | –  | 12 | –  | - UK: złota płyta - USA: platynowa płyta - FIN: złota płyta - GER: złota płyta     |
| The Very Best of Billy Idol: Idolize Yourself | - Data: 24 czerwca 2008 - Wydawca: Capitol Records | 73 | 37  | –  | 38 | –  |                                                                                    |
| „–” oznacza, że album nie był notowany.       |                                                    |    |     |    |    |    |                                                                                    |

### Albumy koncertowe
| Tytuł            | Dane dot. albumu                                  | Pozycja na liście | Pozycja na liście |
| Tytuł            | Dane dot. albumu                                  | GER               | CHE               |
| ---------------- | ------------------------------------------------- | ----------------- | ----------------- |
| VH1 Storytellers | - Data: 26 lutego 2001 - Wydawca: Capitol Records | 14                | 76                |

### Minialbumy
| Tytuł      | Dane dot. albumu                                          | Pozycja na liście |
| Tytuł      | Dane dot. albumu                                          | USA               |
| ---------- | --------------------------------------------------------- | ----------------- |
| Don’t Stop | - Data: 24 października 1981 - Wydawca: Chrysalis Records | 71                |

### Albumy świąteczne
| Tytuł                                          | Dane dot. albumu                              |
| ---------------------------------------------- | --------------------------------------------- |
| Happy Holidays: A Very Special Christmas Album | - Data: 4 grudnia 2006 - Wydawca: Bodog Music |

### Albumy wideo
| Tytuł                                         | Dane dot. albumu                                              |
| --------------------------------------------- | ------------------------------------------------------------- |
| Vital Idol                                    | - Data: 1987 - Wydawca: Chrysalis Records                     |
| The Charmed Life and Other Vital Videos       | - Data: 1991 - Wydawca: Capitol Records                       |
| Cyberpunk: Shock to the System                | - Data: 1993 - Wydawca: Chrysalis Records                     |
| VH1 Storytellers                              | - Data: 2002 - Wydawca: Warner Music Vision                   |
| The Very Best of Billy Idol: Idolize Yourself | - Data: 2008 - Wydawca: Capitol Records                       |
| In Super Overdrive Live                       | - Data: 20 listopada 2009 - Wydawca: Eagle Rock Entertainment |
| No Religion Live                              | - Data: 2011 - Wydawca: Hatch Farm Studios                    |

## Filmografia
| Rok  | Tytuł                                                                     | Rola                   | Reżyser                         |
| ---- | ------------------------------------------------------------------------- | ---------------------- | ------------------------------- |
| 1978 | The Punk Rock Movie (film dokumentalny)                                   | w roli samego siebie   | Don Letts                       |
| 1991 | The Doors                                                                 | Cat                    | Oliver Stone                    |
| 1996 | Czas wściekłych psów (Mad Dog Time)                                       | Lee Turner             | Larry Bishop                    |
| 1998 | Od wesela do wesela (The Wedding Singer)                                  | w roli samego siebie   | Frank Coraci                    |
| 2000 | Heavy Metal 2000                                                          | Odin (głos)            | Michael Coldewey, Michel Lemire |
| 2007 | Punk’s Not Dead(film dokumentalny)                                        | w roli samego siebie   | Susan Dynner                    |
| 2011 | Revolutions (film dokumentalny)                                           | w roli samego siebie   | Joseph G. Quinn                 |
| 2013 | Randy Cunningham: Nastoletni ninja                                        | Spikey Hair Bot (głos) | Jed Elinoff, Scott Thomas       |
| 2015 | The Damned: Don’t You Wish That We Were Dead (film dokumentalny)          | w roli samego siebie   | Wes Orshoski                    |
| 2016 | Legendy Rocka: Billy Idol (Rock Legends: Billy Idol, (film dokumentalny)) | w roli samego siebie   | Lyndy Saville                   |

## Nagrody i wyróżnienia
| Rok  | Nagroda                                                      | Kategoria                                                                      | Tytuł            | Rezultat  |
| ---- | ------------------------------------------------------------ | ------------------------------------------------------------------------------ | ---------------- | --------- |
| 1985 | Nagroda Grammy                                               | Najlepszy występ wokalny w stylu rockowym                                      | „Rebel Yell”     | Nominacja |
| 1987 | Nagroda Grammy                                               | Najlepszy występ wokalny w stylu rockowym                                      | „To Be A Lover”  | Nominacja |
| 1990 | MTV Video Music Awards                                       | Najlepsze wideo wokalisty                                                      | „Cradle of Love” | Wygrana   |
| 1990 | MTV Video Music Awards                                       | Najlepsze wideo z filmu Przygody Forda Fairlane’a (1990)                       | „Cradle of Love” | Wygrana   |
| 1991 | Nagroda Grammy                                               | Najlepszy występ wokalny w stylu rockowym                                      | „Cradle of Love” | Nominacja |
| 1991 | Brit Awards 1991                                             | Brytyjski wideoklip roku                                                       | „Cradle of Love” | Nominacja |
| 1991 | Amerykańskie Stowarzyszenie Kompozytorów, Autorów i Wydawców | Najczęściej wykonywany utwór z filmu kinowego Przygody Forda Fairlane’a (1990) | „Cradle of Love” |           |